# 本浦温泉
本浦温泉（もとうらおんせん）は、三重県鳥羽市にある温泉。鳥羽市にある他の温泉と含めて、鳥羽温泉郷を構成している。

## 泉質
- アルカリ性単純温泉
- 源泉1号：本浦温泉　珠光の湯
- 源泉2号：本浦温泉　新珠光の湯
  - 泉温　28〜36℃

## 温泉地
鳥羽港から1.6キロメートル離れた浦村かきの名産地、生浦湾沿いに宿泊施設が点在する。
そのうち、温泉を引くのは「サン浦島　悠季の里」と「あじ蔵CaroCaro」の2軒の旅館のみである。日帰り入浴は、「サン浦島　悠季の里」で受け付けている。
「あじ蔵CaroCaro」は「サン浦島　悠季の里」から引き湯している。2軒とも趣向を凝らした貸切露天風呂を完備している。

## 歴史
旅館の創業は、1967年（昭和42年）であるが、開湯したのは、1989年（平成元年）。
その後、2015年（平成26年）には新源泉「新珠光の湯」が開湯した。

## アクセス
- JR参宮線・近畿日本鉄道鳥羽線・志摩線・鳥羽駅からバスで20分。

- 伊勢自動車道伊勢ICより、伊勢二見鳥羽ライン経由、車で40分。